# Sidendräkten
Sidendräkten är en vietnamesisk dramafilm från 2006 i regi av Luu Huynh.

## Handling
Sidendräkten handlar om en ett par, Dan och Gu som arbetat på olika håll som tjänare åt andra familjer. Paret flyr söder ut under kriget med fransmännen och slår sig ner i staden Hoi An. Gu friar och ger Dan hans mammas Áo dài och lovar henne ett riktigt bröllop någon gång i framtiden. Dan och Gu får senare fyra döttrar och trots den enorma fattigdomen så är de lyckliga så länge de har varandra. Men kriget med USA och dess bombningar av civila mål framkallar skräck och tragedi hos familjen.

## Rollista (urval)
- Ngoc-Anh Truong -  Dau
- Khanh-Quoc Nguyen - Gu

## Övrigt
För sin film Sidendräkten fick regissören Luu Huynh år 2006 motta priset Audience Award. Detta är ett pris som årligen delas ut av den koreanska filmfestivalen Pusan International Film Festival och priset utses av publiken under festivalens gång.